# Автомагістраль А15 (Франція)
Автомагістраль A15 — автотраса в західному передмісті Парижа, Франція
Автомагістраль починається в Женнвільє в О-де-Сен і закінчується в Сержі Понтуаз у Валь-дУаз. A15 було побудовано, щоб розвантажити перевантажену RN14 між Парижем і новим містом Сержі-Понтуаз. A15 управляється Радою Іль-де-Франс. Автострада має 22 кілометра у довжину та є платною. A15 обслуговує Женнвільє , Аржантей, П'єррле in Ераньї, Сент-Уан-л'Омон та Понтуаз. 
A15 починається в Женневільє на перетині двох швидкісних доріг A86 (з Сен-Дені та Бобіньї на сході та Нантер на заході) та міського бульвару RN 315 з Кліші. 
Автомагістраль 2 × 4 смуги перетинає Сену через віадук Gennevilliers на невеликому вигині, що складається з двох паралельних конструкцій, а потім прямує на північний захід у міську тканину долини Монморансі, над якою вона домінує біля підніжжя пагорбів Парізі. Дорога стає 2 × 3 смуги після перехрестя A115 в Саннуа, перетинає рівнину Мері-П'єрреле, а потім, після перехрестя з RN 184, перетинає Уазу по мосту, де знову стає 2 × 4 смуги, обслуговує Понтуаз і Сержі, стає 2 × 3 смуги після виїзду 9 (Сержі-Гранд-Центр / Понтуаз-Центр), а потім 2 × 2 смуги після виїзду 10 (RD 915 в напрямку Осни і Корм'є-ан-Вексен).

Потім A15 стає RN 141 від виїзду 10 до виїзду 13, потім RD 14 від виїзду 13 до кордону департаментів Валь-д'Уаз і Евр (ця ділянка була понижена до рівня дороги департаменту в 2006 році). Продовжуючись у французькому Вексіні, вона утворює другий маршрут між Парижем і Руаном через правий берег Сени. RD 14 (RN 14 до 2006 року), трисмугова дорога, яка раніше була дуже аварійною, була модернізована до двосмугової до Мані-ан-Вексен у 2006 і 2007 роках, що має значно підвищити безпеку при перетині Валь-д'Уаза2. Двосмугову дорогу слід продовжити до кордону з Нормандією (департамент Евре) в Сен-Клер-сюр-Епт(об'їзна дорога вже існує).

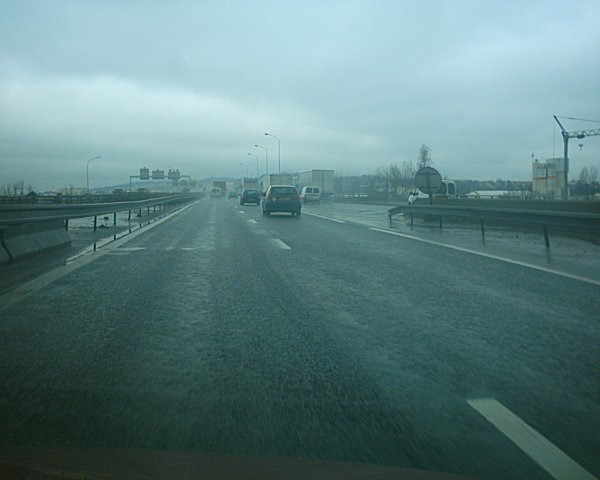
A15 перед мостом Женнвільє

## Історія
До початку 1990-х років номер A15 позначав три різні ділянки автомагістралі між Парижем і Гавром:
- поточний A15 ;
- поточний A150 ;
- нинішня A131 між мостом Танкарвіль та Гавром.

Сьогодні ця нумерація збереглася лише в регіоні Лазурний берег, і тільки вона буде розглянута нижче.
A15 - головна автомагістраль на північному заході регіону Іль-де-Франс.
Проект створення автомагістралі A15 для обслуговування західної частини Лазурного берега і нового міста Сержі-Понтуаз бере свій початок ще в 1965 році в рамках SDRIF. Запит на комунальне замовлення "Автострада 15 - Париж/Понтуаз - ділянка Париж-Сент-Уан-л'Амон" було оголошено 26 лютого 1969 року. У ньому зазначалося, що метою автомагістралі A15 було з'єднати Париж (Порт Пуше) з Понтуазом і стати головною радіальною автомагістраллю в північно-західному секторі Паризького регіону;
що ця автомагістраль була включена до першої надзвичайної програми генерального плану розвитку національної дорожньої мережі, розробленого в 1960 році;
У Сені і Уазі нещодавно були проведені масштабні роботи з покращення руху на дорозі RN 14:
- RD 14 - Об'їзна Саннуа - Франконвіль,
- RD 14 - розширення до 14 м (2 × 2 смуги) проїжджої частини між Франконвілем та П'єрлеєм,
- RN 14 - об'їзна дорога навколо Понтуаза (6,250 км), відкрита в 1968 році і призначена для інтеграції в майбутню автомагістраль A15.

Будівництво автомагістралі A15 було розпочато в 1969 році; звільнення смуги від забудови було здійснено в період з 1970 по 1975 рік (необхідна площа становила 184 га і стосувалася 400 забудованих об'єктів). Ділянка Саннуа - Франконвіль була завершена в 1974 році після подвоєння існуючої ділянки RN 14 (обхід Саннуа - Франконвіль довжиною понад 4,5 км); ділянка Argenteuil RN 311 - Саннуа RN 309 (близько 2,3 км) була завершена в 1975 і 1976 роках, а також будівництво віадука Gennevilliers (2 × 2 смуги) і ділянки Франконвіль - Patte d'Oie d'Herblay (близько 3 км). У 1977 році було відкрито ділянку Patte d'Oie d'Herblay - Pontoise (близько 6 км), і автомагістраль була майже завершена. Ділянка Gennevilliers - Париж в О-де-Сен досі відсутня, але вона так і не була побудована через надмірну експропріацію, що спричинило численні транспортні проблеми, які продовжують існувати в цьому секторі3. Проспект Свободи в Кліші та Сент-Уані (колишній БУКСО) був запланований на цій ділянці з початку 2000-х років, щоб вирішити ці транспортні проблеми в Кліші.
Успіх цієї автомагістралі, яка в 1990 році приймала 30 мільйонів автомобілів на рік на віадуку Женневілльє, був негайним і спричинив перенасичення в години пік, з 7 до 9 ранку в напрямку Парижа і з 17 до 19 вечора в напрямку Понтуаза, особливо між Аржантейлем і Женневілльє. Подвоєння віадуку через Сену і A15 через Сержі було вивчено в 1988 році і розпочато в 1991 році. Другий віадук Gennevilliers, паралельний першому, було відкрито в 1992 році; старий віадук було відремонтовано, а навесні 1993 року автомагістраль було розширено до 2 × 4 смуг руху. Автомагістраль також була модернізована до 2 × 4 смуг у Сержі, з відкриттям другого мосту через Уазу, що прилягає до першої споруди, і автострада була модернізована з 2 × 2 смуг до 2 × 3 смуг або 2 × 4 смуг у період між 1990 і 1993 роками. На деякий час це значно покращило транспортний потік на А15, але додаткові смуги також збільшили трафік більш ніж на 25% за 15 років, і затори стали частими. Рух став дуже складним у години пік; більше того, проблеми швидко перемістилися вгору за течією на A86 в О-де-Сен, яка має занадто вузьку колію (2 × 2 смуги).
Реконструкція розв'язки A15-RN184 в Сент-Уан-л'Омон, де спостерігається висока концентрація заторів через наявність світлофорів (переїздів), що спричиняють утворення черг у години пік, була включена в контракт Державного регіонального плану на 2000-2006 рр. і розпочалася у вересні 2009 року. Робота тривала два роки. Після завершення будівництва розв'язка буде повністю вирівняна і забезпечить безперешкодний рух транспорту та безпечніший обмін між цими двома основними маршрутами у Валь-д'Уазі. Його будівництво стало можливим завдяки фінансуванню з Плану відновлення 2009 року. Проект продовження Франсільєна (A104) добре просунутий і повинен дозволити розвантажити це перехрестя, "чорну пляму" департаменту, і загалом RN 184 через Сент-Уан-л'Омон і Ерані, навіть незважаючи на те, що місцеве населення рішуче виступає проти цього проекту, зважаючи на те, що він перетинає багато міських районів.